# Ірпінський історико-краєзнавчий музей
Ірпінський історико-краєзнавчий музей — державний історико-краєзнавчий музей у місті Ірпені Київської області, зібрання матеріалів і предметів з природи, історії та культури Приірпіння; значний міський осередок культури, виховної і дослідницької роботи.  

## Загальні дані
Музей розташований у самому середмісті Ірпеня в прилаштованому сучасному приміщенні — на першому поверсі 9-типоверхівки за адресою: 
вул. Шевченка, буд. 4, м. Ірпінь (Київська область), Україна.
Директор музею — Анатолій Іванович Зборовський.

## З історії
У 1970 році вчитель історії Ірпінської середньої школи №3 Олексій Миколайович Передерій (1924-1997) організував історико-краєзнавчий гурток. Педагог разом з учнями зібрав колекцію експонатів і згодом заснував шкільний історико-краєзнавчий музей.
А в 1977 році музей було реорганізовано в міський і розміщено в окремому будинку. На стадії реорганізації директором музею був призначений А. І. Зборовський. Але 11 лютого 1985 року Ірпінський міськвиконком ухвалив рішення про створення міського історико-краєзнавчого музею. Реорганізація виявилася складною справою, було змінено кілька реорганізаторів. У 1987 році музей було реорганізовано в міський і розміщено в окремому будинку на вулиці Садовій, а на посаду директора музею запросили Анатолія Івановича Зборовського (він у 1980 році закінчив історичний факультет Київського державного педагогічного інституту ім. О.М.Горького, а також курси інструкторів шкільного туризму Київської міської станції юних туристів і курси екскурсоводів Київського бюро подорожей і екскурсій, працював учителем історії, мав досвід роботи позаштатним екскурсоводом Українського державного музею історії Великої Вітчизняної війни 1941-1945 р.р.). Власне, посади директора музею ще не було. Тому, що міський музей ще не був організований. Тому офіційно Анатолій Іванович був призначений на посаду методиста з політико-виховної роботи Ірпінського парку культури і відпочинку, але займався тільки музеєм.
Музей було відкрито 4 жовтня 1987 року, на день Ірпеня, в будинку за адресою: вулиця Садова, 6. 
У 1990 році Ірпінський міськвиконком надав історико-краєзнавчому музею нове приміщення (по вулиці Шевченка, 4).
Нову експозицію музейного закладу вже після проголошення Україною незалежності було відкрито 18 листопада 1991 року.
Постановою колегії управління культури Київської облдержадміністрації від 9 грудня 1992 року за досягнутий високий рівень пошукової, дослідницької та культурно-виховної роботи, створення змістовної музейної експозиції Ірпінському історико-краєзнавчому музею присвоєно звання «Народний музей».
Наприкінці 2000-х років виникла втурішньоконфліктна ситуація у музейному закладі, коли керівникові музею місцева влада закидала недостатнє висвітлення історичних подій в «дусі часу», проблеми з реекспозицією і навіть аварійний стан приміщення, що й справді створювало значні труднощі для нормального функціонування закладу. Ситуація отримала розголошення в ряді ЗМІ. Навіть здійснення у 2009 році, зокрема, завдяки зусиллям в пошуку спонсорських коштів депутатом (від БЮТ) Ірпінської міської ради, відповідальним секретарем Комісії зі збереження культурно-історичної спадщини Приірпіння Ірпінської міськради Людмилою Григорівною Янковою, ремонтних робіт у приміщенні закладу, конфлікт не розв'язало. Однак, в Ірпінському історико-краєзнавчому музеї проведено оновлення існуючої експозиції та часткову реекспозицію, в штат співробітників включено необхідну посаду головного фондозберігача музейного закладу (Олена Геннадіївна Плаксіна).

## Експозиція
Нині (кінець 2000-х років) у Ірпінському історико-краєзнавчому музеї розгорнуто такі експозиції:
- діорама «Річка Ірпінь»;
- «Археологічні знахідки»;
- «Історичний побут Приірпіння»;
- «Приірпіння в роки Великої Вітчизняної війни»;
- «Приірпіння в післявоєнний період»;
- «Приірпіння сучасне»;
- «Літературно-мистецьке Приірпіння».

Постійно діючі виставки у музеї:
- виставка з фондів музею «Музичні інструменти Миколи Будника»;
- виставка творів живопису з фондів музею «Ірпінь у творчості М. О. Донцова»;
- виставка творів живопису з фондів музею «Мальовничий світ М. О. Донцова»;
- виставка живописних робіт В. Г. Негреска.

## Виноски
1. 1 2  Ірпінський історико-краєзнавчий музей [Архівовано 19 травня 2012 у Wayback Machine.] на www.ikt.at.ua («Ірпєнская буквіца». Ірпінське культурологічне товариство ім. Д. Х. Паламарчука) [Архівовано 23 червня 2010 у Wayback Machine.]
2. ↑  Ірпіньський музей  [Архівовано 16 грудня 2007 у Wayback Machine.] на www.museum-ukraine.org.ua (журнал «Музеї України») [Архівовано 15 липня 2011 у Wayback Machine.]
3. ↑  Історія одного музею [Архівовано 3 березня 2011 у Wayback Machine.] // матеріал за 28 грудня 2009 року на www.irpen.in.ua (Ірпінський незалежний сервер) [Архівовано 17 листопада 2010 у Wayback Machine.]